# Пагувере
Па́гувере (ест. Pahuvere küla) — село в Естонії, у волості Вільянді повіту Вільяндімаа.

## Населення
Чисельність населення на 31 грудня 2011 року становила 88 осіб.

## Історія
З 19 грудня 1991 до 25 жовтня 2017 року село входило до складу волості Тарвасту.

## Відомі особи
У Пагувере народився Йоганнес Семпер (1892—1970), естонський письменник, перекладач та політик.